# 哈爾普特

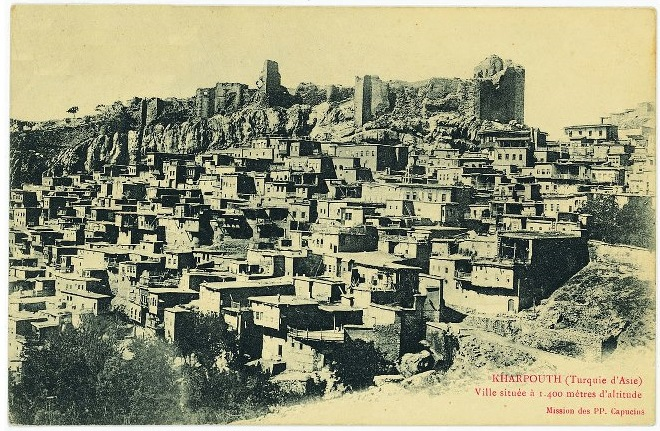
20世紀初的哈爾普特

哈爾普特（土耳其語：Harput）是位於土耳其一座古老的城鎮，該鎮曾屬於奥斯曼帝国，今日被劃歸土耳其的埃拉泽省管轄，當地以哈爾普特城堡的遺跡而聞名，並設有博物館，以及歷史悠久的清真寺、教堂與布茲盧克冰穴等景點。
歷史上哈爾普特為西亞美尼亞一帶亚美尼亚人聚居人口稠密的地區。曾屬亞美尼亞王國索菲尼行省治下的一座城市。
哈爾普特同時也是作家安東妮亞·阿爾斯蘭以亚美尼亚种族大屠杀為背景所撰寫之浪漫故事「雲雀農場」中的場景。